# Onchestus rentzi
Onchestus rentzi är en insektsart som beskrevs av Brock och Jack W. Hasenpusch 2006. Onchestus rentzi ingår i släktet Onchestus och familjen Phasmatidae. Inga underarter finns listade i Catalogue of Life.